# Marc Pallarès Piquer
Marc Pallarès Piquer (Barcelona, 11 d'agost de 1977) és un assagista i narrador català.

## Premis
- Premi Salvador Reynaldos de Periodisme de l'any 2007 (Premi RECULL)[1]
- Premi Fiter i Rossell de Narrativa (2008): Ulls Verds[2]
- (Finalista): Víctor Mora de Narrativa (2007)

## Obra publicada
- Ulls Verds (Columna) 2009[3][4]
- Sí, podem? (Onada Edicions) 2012[5][6]

### Acadèmica
- ¿Teoría de la Educación o Educación de la Teoría? (Onada Edicions) 2014